# 思慕的人
思慕的人（白話字：Su-bō͘ ê Lâng）是1950年代初期由洪一峰作曲及演唱、葉俊麟作詞的一首知名的台語流行音樂。本曲乃已故歌手洪一峰的經典代表作之一，為眾多台灣後輩歌手廣泛翻唱。

## 簡介
〈思慕的人〉為一首以愛情為主題的台語歌曲，於西元1958年元月由洪一峰及葉俊麟共同創作而成，其曲調情感濃烈、詞句傳神到位，因於台灣社會轟動一時。〈思慕的人〉的歌詞內容主要為敘述對感情得失的咏嘆和無奈，令人產生深刻之共鳴。本曲以三段歌詞的形式來鋪陳意境，第一段描寫對逝去情感的含蓄心理、第二段以似真又假的情境表達出伊人的期盼、終段則回憶起過往情愫來將愛戀真情推往高峰；而在節奏方面，除了以探戈舞曲的弦律進行、起伏不斷，更於洪一峰以古老的五聲演藝之下，深切且完整地表達出台灣歌謠的特性與情感。
〈思慕的人〉除了於當時轟動台灣以及閩南華人分部地區之外，更於後世受到廣泛的傳唱與重新詮釋。除了天后黃乙玲、蔡琴以及歌手葉啟田、陳明章、齊秦與其餘諸多歌手的翻唱外，台灣天團五月天於2010年10月的《戀花》專輯中重新演藝了這首金曲。2013年，安心亞於台灣電影《阿嬤的夢中情人》再度詮釋了這首歌曲，其有別過往傳統演歌的新式唱腔廣受各界好評；此外，該電影由康晉榮製作及編曲的片尾曲〈遇見她〉亦融入了這首經典。

## 相關
- 台語流行音樂

## 連結
- 原始版本：YouTube上的洪一峰 - 思慕的人
- 電影翻唱版本：YouTube上的安心亞 - 思慕的人及YouTube上的康晉榮 - 遇見她